# Tunjungsari
Tunjungsari is een bestuurslaag in het regentschap Pekalongan van de provincie Midden-Java, Indonesië. Tunjungsari telt 2641 inwoners (volkstelling 2010).